# Max Aub
Max Aub Mohrenwitz (2. června 1903 Paříž – 22. července 1972 Ciudad de México) byl španělský a později mexický spisovatel, dramatik a literární kritik.

## Život
Max Aub se narodil v Paříži, jeho otec byl Němec a matka Francouzka, španělské občanství získala celá rodina za první světové války, protože jeho otec byl v době jejího zahájení ve Španělsku a jako nepřítel se nemohl vrátit do Francie. Z tohoto důvodu odjel s matkou do Španělska, kde přijali španělské občanství.
Roku 1929 vstoupil Max Aub do španělské socialistické strany a během španělské občanské války působil jako kulturní atašé v Paříži. Zde se roku 1937 zasloužil o vystavení Picassovy Guernicy na mezinárodní výstavě.
Roku 1940 Španělsko udalo vichistické vládě jako Němce a žida a tudíž pravděpodobného špióna a zrádce, na základě tohoto udání byl zatčen a po roce deportován do pracovního tábora v Djelfě Alžírsku, odkud roku 1942 uprchl a přes Casablancu se dostal do Mexika, kde přijal mexické občanství a žil v Mexico City až do smrti.

## Dílo
Roku 1938 napsal scénář k románu André Malrauxe L'espoir.